# Glen Rebka
Glen Anderson Rebka, Jr. (19 septembre 1931 - 13 janvier 2015) était un physicien américain.

## Biographie

### Jeunesse et formation
Rebka commence ses études à Harvard en 1953, et obtient son doctorat en 1961. Après l'obtention de son diplôme, il étudie dans l'université Yale et en 1970, à l'université de Wyoming.

### Carrière
En 1960, Robert Pound réalisa avec son assistant Glen Rebka une expérience qui porte depuis lors leurs noms, en utilisant l'effet Mössbauer pour mesurer le décalage vers le rouge gravitationnel du rayonnement d'une source gamma dans le champ gravitationnel de la planète Terre,. Pound et Rebka ont utilisé la tour Jefferson, à Harvard, qui mesure seulement 22,6 mètres. Le travail faisait partie de la thèse de Rebka avec Pound en tant que conseiller de thèse. Ils ont reçu en 1965 la médaille Eddington de la Royal Astronomical Society.
Il dirige la faculté de physique de Wyoming de 1983 à 1991 comme professeur honoraire et créer une faculté d'astrophysique. En plus de sa carrière académique, il a beaucoup travaillé en tant que physicien expérimental des particules élémentaires au Laboratoire national de Los Alamos.